# Frontkjemper
Frontkjemper (= frontkæmper) er en norsk betegnelse for en soldat, som kæmpede på tysk side under anden verdenskrig. Betegnelsen blev brugt i Tyskland om tyske soldater (Frontkämpfer), som kæmpede ved fronten i første verdenskrig. Fra 1934 blev der lavet specielle medaljer til disse – "Æreskorset" (Ehrenkreuz für Frontkämpfer).

## Frontkjempere fra Norge
I Norge bruges udtrykket primært om nordmænd, som meldte sig til tysk krigstjeneste i Waffen-SS fra januar 1941, for at kæmpe mod russerne. De første, som drog i kamp, meldte sig i 5. SS-Panzer-Division Wiking og deltog i angrebet på Sovjetunionen i 1941. Senere blev afdelinger sat ind på Østfronten, blandt andet ved Leningrad, i Finland og under tilbagetrækningen ved Narva-fronten. Frontkjempere hjalp til under hele det tyske tilbagetog fra Leningrad/Narva til Kurland gennem Polen og helt til sammenbruddet i Berlin i maj 1945.
Omkring 18 pct af alle frontkjempere var yngre end tyve år.  De var umyndige, da myndighedsalderen i Norge var 21 år.

### Regiment Norge
Regiment Norge blev dannet i juni 1943.

### Panserdivisionen "Wiking"
Cirka 1.000 nordmænd tjenestgjorde i 5. SS-Panzer-Division Wiking under krigen ifølge Nordlandsmuséets leder.

## Ref.
1. ↑  Skarsem & Flyum: Rinnan-jævel! (s. 86), forlaget Aschehoug, Oslo 2011, ISBN 978-82-03-29319-1
2. ↑  Jon Rydne, Verdens Gang 2011-10-29 "- Frontkjempere flest var velutdannede bygutter", s.46-47 "Direktør for Nordlandsmuséet Harry A. Ellingsen" ... "Rundt 1000 nordmenn tjenestegjorde i denne divisjonen i løpet av krigen." … "forteller Ellingsen"